# Leonid Brežnjev
Leonid Brežnjev (19. prosinca 1906./1. siječnja 1907. – 10. studenog 1982.) je bio Generalni sekretar komunističke partije Sovjetskog Saveza (vođa SSSR-a) od 1964. godine. Začetnik je Brežnjevljeve doktrine.

## Mladost
Leonid Brežnjev je rođen 1. siječnja 1907. godine u mjestu Kamenskoje na području Ruskog Carstva (danas je ime mjesta Kam'janske, Ukrajina). Otac i majka Brežnjeva potiču iz etnički rusko-židovske obitelji (Kurska oblast, Rusija). Kao i većina ruskih doseljenika u Ukrajini, svoju etničku pripadnost Brežnjev je izjašnjavao na temelju mjesta svog rođenja odnosno kao Ukrajinac - sve do 1952. godine kada se počeo izjašnjavati kao etnički Rus. Brežnjev se uvijek služio materinjim ruskim jezikom te je odrastao u ruskoj sredini tadašnje Ukrajine (Ruskog Carstva).
U svom rodnom gradu on dovršava školovanje za metalurga. Tijekom toga školovanja u svojoj 16 godini Brežnjev pristupa komunističkoj omladini imena Komsomol koja prima u svoje redove osobe starosti između 14 i 28 godina. Za pristup komunističkoj partiji Brežnjev će morati pričekati sve do 1931. godine kada je napokon udovoljeno njegovom zahtjevu za pristup. Ta 1931. godina na kraju postaje točka velikog obrata njegovog života kada upoznaje Nikitu Hruščov pod čijom zaštitom će mu karijera iznenada procvjetati. Tijekom služenja vojnoj roka 1935. – 36 godine ovaj mladi komunistički kadar će dobiti konačnu partijsku potvrdu svoje vjernosti kada ga se postavlja za političkog komesara vojne jedinice.

## Drugi svjetski rat
Po završetku vojnog roka kratko vrijeme je 1936. godine direktor fakulteta koju je pohađao da bi ubrzo iste godine bio poslan na partijsku dužnost u regionačni centar Dnjepropetrovsk. Tamo je 1939. godine postavljen za partijskog sekretara zaduženog za lokalnu vojnu industriju što je pozicija na kojoj će dočekati napad Njemačke na Sovjetski Savez. Kao glavni odgovorni za tamošnju vojnu industriju on odmah na sam dan napada dobiva dužnost da organizira premještaj lokalnih tvornica važnih za rat na područje Urala. Kako je ovaj posao bio dovršen 26. kolovoza 1941. kada grad Dnjepropetrovsk pada u ruke Nijemaca Brežnjev dobiva prekomandu na dužnost političkog komesara u vojnoj jedinici gdje je dodijeljen sa službenom titulom brigadnog komesara. Tijekom bitke za Staljingrad Brežnjev je postavljen na poziciju zamjenika zapovjednika političkog odjela Zakavkaskog fronta ( on se sastoji od 2, a ponekad i 3 sovjetske armije) gdje će ostati sve do prekomande u 1 Ukrajinska fronta. Na ovoj novoj poziciji gdje stiže s činom pukovnika 1943. godine on ponovno sreće Nikitu Hruščova.  Vrlo vjerojatno zahvaljujući tom njihovom starom "velikom prijateljstvu" Leonid Brežnjev iznenada biva unaprijeđen u čin general-majora 1944. godine. Kraj rata ovaj budući vođa partije dočekuje na poziciji načelnika političkog odjela 4 Ukrajinskog fronta.

## Politička karijera
Kada Brežnjev u kolovozu 1946. godine napušta Crvenu armiju on je general-major i ratni junak (iako se nikada nije našao u ratnoj opasnosti) što mu uz pomoć Hruščova daruje temelje za buduću uspješnu karijeru. Prvi novi položaj mu tako postaje mjesto Prvog sekretara partije Zaporožja koje će on ubrzo zamjeti za identični položaj u rodnoj regiji Dnepropetrovska. Napokon izlaz iz mnoštva sličnih gradski i općinskih sekretara Brežnjev doživljava 1950. godine kada postaje Prvi sekretar Centralnog Komitera Moldavije. Prije Staljinove smrti ovaj sada uspješan sovjetski političar postaje sekretar Centralnog Komiteta SSSR-a i kandidat za člana Prezidijuma. Tijekom borbe za vlast Malenkov-Hruščov njegov prijatelj ga je bio prisiljen žrtvovati izbacivanjem iz Centralnog Komiteta. Da bi ga se potom izbacilo iz budućih borbi i spletki u Moskvi tijekom ove borbe za vlast koja će potrajati do 1955. godine Brežnjeva se šalje u Kazahstan najprije na mjesto drugog sekretara partije, a nakon pobjede Hruščova na prvo. Tijekom 1956. godine to prijateljstvo dobiva svoju ponovnu potvrdu kada je Brežnjev ponovno postavljen na mjesto sekretara Centralnog Komiteta SSSR-a. Tijekom pokušaja svrgavanja Hruščova 1957. godine on podržava svoga prijatelja što mu donosi novo unapređenje i položaj člana Politibiroa. Na toj poziciji Brežnjev će nastaviti podržavati svog prijatelja sve do 1962 godine kada nastupaju promjene. U međuvremenu 1960. godine on postaje predsjednik SSSR-a što je bez obzira na ime zvučne titule bila u stvarnosti samo ceremonijalna dužnost. Od 1963. godine većina članova Politbiroa (tada se zvao Prezidijum) je došlo do zaključka kako Hruščov više šteti nego koristi državi. U tadašnjoj "malenoj" zavjeri prisililo se Frol Kozlova da odstupi se svog položaja potencijalnog nasljednika šefa države i da ga prepusti Brežnjevu. Do prave smjene šefa države dolazi tek 14. listopada 1964. kada zavjera Suslov-Kosigin-Brežnjev postiže puni uspjeh i smjenjuje Hruščova.

## Vlast
Nakon te smjene svoga zaštitnika Leonid Brežnjev je postao Generalni sekretar KP SSSR-a to jest državni vođa. Tim državnim udarom se ubrzo stvorila situacija kakve nikada niti prije niti poslije nije bilo u povjesti Sovjetskog Saveza. U strahu od stvaranja novog velikog vođe ostali zavjerenici nisu imali nikakvu namjeru prepustiti Brežnjevu vlast u državi tako da se ubrzo oformio neslužbeni trijumvirat. Mihail Suslov je dobio zadatak održavanje pune kontrole na ideologijom komunističke partije i tajnom policijom (KGB) dok je Aleksej Kosigin dobio zadatak upravljanja vladom, a Brežnjev je postao nominalni šef države (iako ne i predsjednik pošto ga je Hruščov smjenio 1964. godine) i šef partije (koji nema veze s ideologijom !!). Svi "trijumviri" su se složili o potrebi širenja komunizma financijskom podrškom komunističkim pokretima u svijetu (i vojnom podrškom afričkim komunističkim vladama), održavanja status quo u Europi i zaštiti teritorijalnog integriteta Sovjetskog Saveza. Gotovo odmah po stupanju na vlast Brežnjev drži govor kojom poziva na vraćanje socijalizmu koji je postojao prije Hruščovljevih reformi. Kako bi dokazao tu promjenu u razmišljanju novog rukovodstva on svoju želju da postane nasljednik Staljina dokazuje uzimajući za sebe titulu generalnog sekretara koju je uvijek koristio njegov uzor. U skladu s tim počela su ponovno zatvaranja čiji broj će ipak preostali trijumviri blokirati da se ne bi došlo do negdašnjih čistki. Tijekom Praškog proljeća 1968. godine Brežnjev organizira vojnu intervenciju za povratak komunističkog režima nakon čega objavljuje svoju doktrinu.
Tijekom vladavine Hruščova je došlo do pogoršanja odnosa s Kinom oko za obične ljude nepotrebnog pitanja lider koje države je lider komunizma. Kako je pokušaj mirenja iz 1965. godine propao dolazi do daljnjeg pogoršanja odnosa koje će izazvati kratkotrajni rat 1969. godine čiju daljnju eskalaciju će spriječiti Kosigin ličnom intervencijom. Bez obzira na taj strah općega rata sada se Kina okreće SAD-u što dovodi u Moskvi do panike i potrebe opuštanja napetosti u odnosima s Washingtonom. Takav razvoj događaja stvara tijekom sedamdesetih godina politiku detanta, potpisivanje sporazuma SALT radi ograničenja nuklearnog oružja i sporazuma u Helsinkiju gdje SAD priznaje SSSR-u kontrolu nad istočnom Europom ali traži također da on poštuje ljudska prava. Istovremeno s takvim vanjskopolitičkim promjenama unutar Sovjetskog Saveza se nastavljala borba za vlast protiv Suslova i Kosigina koji su htjeli blokirati jačanje kulta ličnosti državnog vođe. Kao godina koja označava preokret se najčešće navodi 1977. kada Brežnjev napokon uspijeva smijeniti Podgornija koji je bio predsjednik SSSR-a kako bi zauzeo njegovu poziciju. Sada on napokon postaje vodeći trijumfir iako još uvijek ima nekakva ograničenja svoje vlasti.

## Ekonomija i način vladanja
U svojoj konzervativnoj politici Brežnjev se odlučio odreći većine nužnih ekonomskih reformi iz doba Hruščova vraćajući se na politiku teške industrije i utrke u naoružanju iz doba Staljina. Rezultat toga je postala stalna stagnacija ekonomije koja nije bila u stanju niti približno pratiti razvoj kapitalističkih društava. Poljoprivreda što je postigla kakav takav uspjeh otvaranjem novih područja za obradu tijekom režima prethodnika sada propada zbog nedostatnih ulaganja što se ponavlja u svim ostalim ekonomskim granama. Čak stanovi i zdravstvo što je najosnovnije u svakom socijalističkom društvu doživljava svoju stagnaciju. Jedino što napreduje u ovoj sumornoj atmosferi je broj birokrata što gotovo sigurno ima veze borbama frakcija unutar komunističke partije tako da svaka od njih želi namjestiti svoje ljude na odgovarajuća mjesta u državnoj upravi. 
S druge strane Brežnjev uživa u svojoj situaciji rušeći redovno moral svojih suradnika. Ovaj državni vođa SSSR-a je više nego itko prije ili kasnije patio od kompleksa vlastite veličine što je dovodilo do neugodnih situacija. Dok država propagira parole u stilu svi smo jednaki on kupuje sebi luksuznu zapadnu robu trošeći na to devize kojih SSSR-a nema dovoljno za kupovinu državi potrebnih stvari. Gotovo odmah stupajući na vlast Leonid Brežnjev dolazi u sukob s vojnim herojima iz Drugog svjetskog rata šaljući ih prisilno u penziju jer govore neistine kako su oni odigrali važnu ulogu u konačnoj pobjedi. Iz perspektive Brežnjeva svatko zna kako je on i samo on odgovoran za ovu pobjedu u ratu dok svi ovi nepoznati maršali imena Žukov, Konev ne rade ništa druge nego mu kradu zasluženu slavu. U skladu s takvim mišljenjem o sebi on je patio od želje da dobije što veći broj priznanja za razne zasluge. Zbog toga je uspio postati jedan od ljudi s najvećim brojem medalja u povijesti!
U skladu s takvim svojim stanjem uma on zahtjeva povećanje broja lansiranja letjelica u svemir kako bi dobio zavist cijelog svijeta za svoje uspješno upravljanje državom. To će na kraju dovesti do redovitih nesreća koje su posljedica nedovoljnih kontrola prije lansiranja što većeg broja letjelica u što kraćem vremenu.

## Posljednje godine
Pobjeda Brežnjeva tijekom unutarstranačkih borbi je ubrzo postala pirova pošto se njegovo zdravstveno stanje počelo pogoršavati, a vlast će se ponovno vratiti u ruke Kosigina i Suslova. Kako se tijekom cijele vladavine nije bavio unutrašnjom politikom (osim kadrovskih borbi) tako se i sada pred kraj života ništa nije promijenilo. Dok on potpisuje sporazum SALT II i šalje nelegalno vojsku u Afganistan (bez dopuštenja Politbiroa) ne razmišlja o posljedicama po ekonomiju, a američki odgovor dovodi državu u probleme kada se proglašava embargo na prodaju žita SSSR-u. Od te 1980. godine Brežnjev je usamljeni, izolirani starac koji je okružen dužnosnicima što zahtijevaju promjene kojima se on protivi. Niti smrt Kosigina 1980. i Suslova 1982. godine to ne mjenjaju pošto vlast pada u ruke Andropova i prije smrti tadašnjeg vođe. Leonid Brežnjev umire nakon duge i teške bolesti 10. studenog 1982. godine u Moskvi. 
| Prethodnik Nikita Hruščov | Vođa Sovjetskog Saveza 1964. – 1982. | Nasljednik Juri Andropov |

| Prethodnik Kliment Vorošilov | Predsjednik Sovjetskog Saveza 1960. – 1964. | Nasljednik Anastas Mikojan |

| Prethodnik Nikolaj Podgornij | Predsjednik Sovjetskog Saveza 1977. – 1982. | Nasljednik Vasilij Kuznjecov |